# パーティグラ・パレード
パーティグラ・パレード（Party Gras Parade）はディズニーランドで1990年1月11日から同年11月18日まで、東京ディズニーランドで1991年4月15日から1993年4月8日まで開催された昼のパレードである。

## 概要
大規模なフロートでスティルト・ウォーカー、ダンサー、パフォーマーがパーティグラの特別コインやビーズのネックレスをゲストに投げる。ニューオーリンズのマーティグラのディズニー版。このパレードは数か所で止まり、スペシャル・パフォーマンスを繰り広げる。

## ディズニーランド版
- 1990年1月11日～1990年11月18日

## 東京ディズニーランド版 ディズニー・パーティグラ・パレード
- 1991年4月15日～1993年4月8日

### 概要
アメリカ版のフロートを日本に移動し監修。パレード開始前にはジャングルブックやピノキオ等パレードに参加しないキャラクターがバンドを引き連れてプレパレードを行っていた。
なお、2018年7月10日より東京ディズニーランドのシアターオーリンズにて公演が開始されたショー「レッツ・パーティグラ!」のゲスト参加パートのBGMには本パレードのメインテーマが使用されている。

### 各フロート
| フロート                 | フロート           | キャラクター（登場映画） |
| ------------------------ | ------------------ | --- |
| コメディア・ユニット     | ドナルドパルーン   | ドナルドダック デイジーダック スクルージ・マクダック ハートの女王（「ふしぎの国のアリス」） ハートの王（「ふしぎの国のアリス」） トゥイードルダムとトゥイードルディー（「ふしぎの国のアリス」） |
| コメディア・ユニット     | グーフィーパルーン | グーフィー ダンボ（「ダンボ」） |
| アクアティック・ユニット | ミッキーパルーン   | ミッキーマウス アリエル（「リトル・マーメイド」） フランダー（「リトル・マーメイド」） セバスチャン（「リトル・マーメイド」） ペンギン（「メリー・ポピンズ」） ワニ(「ファンタジア」)           |
| トロピカル・ユニット     | プルートパルーン   | プルート プラクティカル・ピッグ（「三匹の子ぶた」） フィドラー・ピッグ（「三匹の子ぶた」） ファイファー・ピッグ（「三匹の子ぶた」）                                                             |
| トロピカル・ユニット     | ミニーパルーン     | ミニーマウス チップとデール ホセ・キャリオカ(「三人の騎士」） パンチート(「三人の騎士」） ダチョウ(「ファンタジア」） カバ(「ファンタジア」)                                                    |